# Paramblopusa borealis
Paramblopusa borealis är en skalbaggsart som först beskrevs av Thomas Casey 1906.  Paramblopusa borealis ingår i släktet Paramblopusa och familjen kortvingar. Inga underarter finns listade i Catalogue of Life.